# Baiyin
Baiyin (白银 ; pinyin : Báiyín) est une ville de la province du Gansu en Chine.

## Démographie
La population de la préfecture était estimée à 1 740 000 habitants en 2004, et celle de la ville de Baiyin à 193 755 habitants en 2007.

## Subdivisions administratives
La ville-préfecture de Baiyin exerce sa juridiction sur cinq subdivisions - deux districts et trois xian :
- le district de Baiyin - 白银区 Báiyín Qū ;
- le district de Pingchuan - 平川区 Píngchuān Qū ;
- le xian de Jingyuan - 靖远县 Jìngyuǎn Xiàn ;
- le xian de Huining - 会宁县 Huìníng Xiàn ;
- le xian de Jingtai - 景泰县 Jǐngtài Xiàn.